# Francis-Louis Closon
Francis-Louis Closon, alias Vincent (mais aussi Cou, Coulanges, Derdon, Fouché, Paraffine), né à Marseille le 18 juin 1910 et mort à Paris 8e le 12 décembre 1998, est un résistant, Compagnon de la Libération et haut fonctionnaire français, premier directeur général de l’Insee.

## Biographie
Élève au lycée Thiers de Marseille (annexe Saint-Charles), puis étudiant en droit à Aix-en-Provence et Paris, Closon obtient un diplôme de docteur en droit. Francis-Louis Closon participe dans sa jeunesse à des mouvements de tendance démocrate chrétienne. En 1938, il effectue un stage aux États-Unis, où il apprend la défaite de 1940. 

### Seconde Guerre mondiale et Résistance
Il rejoint les gaullistes à Londres et entre dans les FFL en juillet 1941. Il est très actif au sein de la Résistance. Il contribue au rapprochement entre résistance intérieure et résistance extérieure. En juillet 1944, il est nommé Commissaire de la République pour le Nord et le Pas-de-Calais, en même temps qu’est désigné Raymond Aubrac pour Marseille. Il est envoyé en mission début août avec Charles Luizet, nommé Préfet de Police de Paris, et Lazare Rachline ; ils doivent être déposés dans un maquis de la région d’Ambérieu, mais leur avion ne peut atterrir et les dépose en Corse.
Ce n’est qu’à la troisième tentative que Luizet et Closon seront déposés dans un maquis près d’Apt, dans le Vaucluse, le 10 août. De là, ils gagneront Avignon, puis Lyon, et enfin Paris le 17 août. Fin août, Closon parvint à Lille et tint ce poste de Commissaire régional de la République pour le Nord-Pas-de-Calais jusqu’en 1946.

### Après-guerre
Il devient alors directeur de l'Insee, organisme qui succède au Service national des statistiques mis en place par le gouvernement de Vichy. Il le restera de 1946 à 1961.
Il écrit à ce sujet que la France se dote enfin d'un « appareil d'informations démographiques et sociales conforme à ses besoins (...) L'œuvre sera de longue haleine, car tout est à faire ou presque. »
Closon meurt le 12 décembre 1998 et est enterré à Pommiers.

## Ouvrages
- Commissaire de la République du Général de Gaulle, Lille, septembre 1944-mars 1946, par Francis-Louis Closon. – Paris, Julliard, 1980. 20 cm, 223 p.
- Le Temps des passions. De Jean Moulin à la Libération, 1943-1944, par Francis-Louis Closon. – Paris, Presses de la Cité, 1974. 20,5 cm, 252 p. Réédition : Éditions du Félin, 1998 Présentation de l'éditeur
- La Région, cadre d’un gouvernement moderne. [Par] F.-Louis Closon… – Paris, Éditions Berger-Levrault, 1946. In-16 (19 cm), VIII-162 p.

## Décorations
- Commandeur de la Légion d'honneur
- Compagnon de la Libération par décret du 20 novembre 1944
- Grand officier de l'ordre national du Mérite
- Croix de guerre 1939–1945 (3 citations)
- Chevalier de l'ordre du Mérite agricole
- Commandeur de l'Étoile noire
- Ordre de l'Empire britannique à titre civil (Commandeur)